# Roman Dziadkiewicz
Roman Dziadkiewicz (ur. 1972) – artysta, aktywista, poeta, performer, kurator sztuki.

## Życiorys
Studiował na Akademii Pedagogicznej w Opolu oraz na Wydziale Malarstwa ASP w Krakowie w pracowni prof. Stanisława Rodzińskiego, gdzie otrzymał dyplom w 1997 roku. Jest autorem około 60 tekstów krytycznych i teoretycznych, które były publikowane w czasopismach w Polsce, Niemczech, Kanadzie i Czechach. Jego wiersze (Ziemia, Ciastko(Korek), Dzbanki) znalazły się w Antologii Nowej Poezji Polskiej 1999-2000 (red. M. Czyżowski, R. Honet, Wydawnictwo Zielona Sowa, Kraków 2000).
Dziadkiewicz jest inicjatorem i współzałożycielem Stowarzyszenia Artystycznego Ośrodek Zdrowia SAOZ oraz fundacji 36,6. Realizuje projekty, akcje artystyczne oraz warsztaty. Pracuje zarówno w sferze prywatnej, jak i publicznej. 
Współpracuje z Korporacją Ha!art – projektuje oprawę graficzną serii Linia Krytyczna. Autor projektu Imhibition w Muzeum Narodowym w Krakowie (2006–2007), współredaktor wydanej przy tej okazji książki o tym samym tytule. Mieszka i pracuje w Krakowie.

## Wystawy i projekty
- 2008 MMM, wkładka do magazynu Ha!art nr 27/2007; Inne miasto, inne życie, Zachęta, Warszawa;
- 2006 Imhibiton, w ramach Przewodnik, MN Kraków; Policja, Bunkier Sztuki, Kraków; Models for a fictional Academy, Hungarian University of Fine Arts, Budapeszt; Czechpoint, C2C Gallery, Praga;  How to Do Things... CCA Kijów/Kunstraum Kreuzberg Bethanien, Berlin; Baltic Biennale, Rauma Museum, Finlandia; Obrazy jak malowane, Galeria Bielska BWA, Bielsko-Biała;
- 2005 SFX:Publiczność, proj. ind. Westfaelischer Kunstverein in Muenster; Robinson Crusoe or Stranger than Paradise, proj. ind.  Spaces Gallery, Cleveland OH, USA;
- 2004 Palipsest Museum, Łódź Biennale; BHP, IS Wyspa, Gdańsk; Nova Huta, Westfälischer Kunstverein, Muenster; Hamlet or (rather) Much Ado About Nothing, CSW Łaźnia, Gdańsk; Switzerland in the Middle East, w ramach Geography of changes Symposium, Kunstmuseum Bern; The Camel Workshop – road performance, public and social space, (Polska, Indie, 2002 – 2004);
- 2003 simon sais 'aloha' to polish art, sthm art fair, Sztokholm; A way of life, CSW Łaźnia, Gdańsk;
- 2002 Germinations13 – Get out!, Arsenał, Białystok; Money – no Funny, Galeria Manhattan, Łódź;
- 2001 PopElita, Bunkier Sztuki, Kraków.